# Жозе Леандро Феррейра
Жозе Леандро де Соуза Феррейра (порт. José Leandro de Souza Ferreira, нар. 17 березня 1959, Кабо-Фріо, Бразилія) — колишній бразильський футболіст, що грав на позиції захисника. Виступав за національну збірну Бразилії.
Володар Кубка Бразилії. Володар Кубка Лібертадорес. Володар Міжконтинентального кубка.

## Клубна кар'єра
У дорослому футболі дебютував 1978 року виступами за команду клубу «Фламенго», кольори якої захищав протягом усієї своєї кар'єри гравця, що тривала тринадцять років. За цей час виборов титул володаря Кубка Бразилії, ставав володарем Кубка Лібертадорес.

## Виступи за збірну
1981 року дебютував в офіційних матчах у складі національної збірної Бразилії. Протягом кар'єри у національній команді, яка тривала 6 років, провів у формі головної команди країни 27 матчів, забивши 2 голи.
У складі збірної був учасником чемпіонату світу 1982 року в Іспанії, де разом з командою здобув «срібло», розіграшу Кубка Америки 1983 року в різних країнах, де разом з командою здобув «срібло».

## Досягнення
- Володар Кубка Бразилії:

«Фламенго»: 1990
- Володар Кубка Лібертадорес:

«Фламенго»: 1981
- Володар Міжконтинентального кубка:

«Фламенго»: 1981
- Срібний призер Кубка Америки:

Бразилія: 1983